# Chiprana
Chiprana település Spanyolországban,  Zaragoza tartományban. Chiprana Caspe, Escatrón és Sástago községekkel határos. Lakosainak száma 500 fő (2024).

## Népesség
A település népessége az utóbbi években az alábbiak szerint változott:
| Lakosok száma | 374  | 368  | 309  | 290  | 465  | 514  | 481  | 523  | 515  | 500  |
|               | 2001 | 2004 | 2007 | 2009 | 2012 | 2014 | 2017 | 2019 | 2022 | 2024 |